# Tomáš Zmoray
Tomáš Zmoray (né le 26 juillet 1989 à Banská Bystrica) est un sauteur à ski slovaque.

## Palmarès

### Jeux olympiques
| Épreuve / Édition | Vancouver 2010 |
| Grand tremplin    | 43e            |

### Championnats du monde
| Épreuve / Édition | Liberec 2009 |
| Petit tremplin    | 50e          |

### Coupe du monde
- Meilleur résultat : 36e.